# Thomas Wizany
Thomas Wizany (* 1. November 1967 in Salzburg) ist ein österreichischer Architekt und Karikaturist.
Thomas Wizany studierte Architektur an der Akademie der bildenden Künste Wien (Meisterklasse von Gustav Peichl).
Er besuchte an der Internationalen Sommerakademie für Bildende Kunst Salzburg die Klassen für Illustration (1985 Luis Murschetz) und Architektur (1986 Otto Steidle, 1987 Gustav Peichl). Nach dem Studienabschluss 1992 arbeitete er im Atelier Peichl. Es folgten längere Studienaufenthalte in Dijon und Siena. 
Von 1993 bis 2004 arbeitet er als Architekt in Salzburg. Seither setzt Wizany seinen Schwerpunkt auf Ausstellungsgestaltung. So entstanden in den Jahren 2005 bis 2014 die Neugestaltung von Mozarts Geburtshaus in Salzburg, sowie das Nannerl Museum in St.Gilgen am Wolfgangsee und das St.Peter-Museum im DomQuartier-Salzburg. 
Thomas Wizany ist seit 1987 Karikaturist der Salzburger Nachrichten, wo seine Karikaturen jeden Samstag auf der Titelseite zu finden sind. Er arbeitet auch für das Magazin Der Spiegel und den Ecowin Verlag.
Thomas Wizany hat drei Söhne.

## Auszeichnungen
- 1984 1. Preis bei einem Karikaturenwettbewerb zum Thema „Fred Sinowatz“.
- 2011	Österreichischer Naturschutzpreis für besondere Verdienste um Bildung und Information auf dem Gebiet der Umweltwissenschaften und des Naturschutzes
- 2007 René Marcic – Preis für Publizistik des Landes Salzburg
- 1998	Siegfried Marcus - Preis  für hervorragende Karikaturen zum Themenkreis Auto und Verkehr

## Bibliographie
- 2004	Der Durchblick, im Ecowin Verlag, Salzburg
- 2005	Papa-Ratzi, im Ecowin Verlag, Salzburg
- 2010	Strichcodes, im Ecowin Verlag, Salzburg
- 2011	Strichweise Liebe, mit Karikaturen zu Texten von Manfred Koch, in der Edition „Tandem“, Salzburg
- 2011 Eingekocht, mit Karikaturen zu Texten von Manfred Koch, in der Edition „Tandem“, Salzburg
- 2011 Vom Stillstand zum Widerstand, mit Karikaturen zum Text von Wolfgang Radlegger, Verlag Brandstätter, Wien